# Streptostyla turgidula
Streptostyla turgidula é uma espécie de gastrópode  da família Oleacinidae.
Pode ser encontrada nos seguintes países: Costa Rica, Guatemala e Nicarágua.